# 27-й винищувальний авіаційний полк (СРСР)
27-й винищувальний авіаційний полк (рос. 27-й истребительный авиационный полк) — полк за часів Другої світової війни у складі ВПС СРСР.

## Історія
Полк сформовано в травні — липні 1938 року на аеродромі м. Переславль — Залеський на базі Окремої винищувальної авіаескадрилії Особливого призначення.
У грудні 1939 — березні 1940 пілоти полку брали участь у радянсько — фінській війні.
На фронтах радянсько — німецької війни з 22 червня 1941.
9 жовтня 1943 переформован у 129-й гвардійський винищувальний авіаційний полк.

## Бойова діяльність полку у часи Другої Світової війни
| Період                  | Бойові вильоти | Втрати (літаки / пілоти) |
| ----------------------- | -------------- | ------------------------ |
| 22.06.1941 — 01.07.1942 | 5250           | 12/8                     |
| 06.07.1942 — 01.08.1942 | 193            | 13/4                     |
| 18.08.1942 — 25.12.1942 | 464            | 28/9                     |
| 10.05.1943 — 25.07.1943 | 493            | 24/12                    |
| Разом                   | 6400           | 77/33                    |

## Командири полку
| Період                  | Командир полку                          |
| ----------------------- | --------------------------------------- |
| 07.1940 — 09.1941       | підполковник Демидов Петро Купріянович  |
| 11.1941 — 08.1942       | майор Іванов Володимир Олексійович      |
| 19.08.1942 — 10.02.1943 | підполковник Слуцьков Олексій Дмитрович |
| 15.02.1943 — 12.03.1943 | майор Богданов Павло Олексійович        |
| 04.04.1943 — 22.02.1944 | майор Бобров Володимир Іванович         |

## Матеріальна частина полку
| Дата                    | Тип літака     |
| ----------------------- | -------------- |
| 05.1938 — 06.07.1942    | І-16           |
| 05.1938 — 12.1939       | І-15біс        |
| 12.1939 — 04.1941       | І-153          |
| 04.1941 — 01.08.1942    | МіГ-3          |
| 01.08.1942 — 24.12.1942 | Ла-5           |
| 01.01.1943 — 18.07.1943 | Як-1           |
| 18.07.1943 — 1946       | Р-39 Аерокобра |